# 2012年ロンドンオリンピックのバハマ選手団
2012年ロンドンオリンピックのバハマ選手団（2012ねんロンドンオリンピックのバハマせんしゅだん）は、2012年7月27日から8月12日にかけてイギリスの首都ロンドンで開催された2012年ロンドンオリンピックのバハマ選手団、およびその競技結果。

## 概要
今大会は金1個を獲得した。

## 選手団
- 人員: 選手 24人
- 開会式旗手: クリス・ブラウン

## メダル
| メダル | 選手名                                                                    | 競技 | 種目             | 日付（現地） |
| ------ | ------------------------------------------------------------------------- | ---- | ---------------- | ------------ |
| 金     | クリス・ブラウン デメトリウス・ピンダー マイケル・マシュー ラモン・ミラー | 陸上 | 男子4×400mリレー | 8月10日      |

## 種目別選手・スタッフ名簿及び成績

### 陸上競技
- デリック・アトキンス（男子100m）10秒08 準決勝敗退
- クリス・ブラウン（男子400m）44秒79 決勝
- Warren Fraser（男子100m）10秒27 予選敗退
- Trevorvano Mackey（男子200m）21秒28 予選敗退
- マイケル・マシュー（男子200m）失格 準決勝敗退
- ラモン・ミラー（男子400m）45秒11 準決勝敗退
- デメトリウス・ピンダー（男子400m）44秒98 決勝
- シャマル・サンズ（男子110m障害）失格 予選敗退
- 男子1600mリレー 2分56秒72 金メダル獲得
  - クリス・ブラウン
  - デメトリウス・ピンダー
  - マイケル・マシュー
  - ラモン・ミラー
  - Wesley Neymour
  - Andrae Williams
- トレヴァー・バリー（男子走り高跳び）2.21m 予選敗退
- Raymond Higgs（男子走り幅跳び）7.76m 予選敗退
- リーバン・サンズ（男子三段跳び）17.19m 決勝
- ドナルド・トーマス（男子走り高跳び）2.16m 予選敗退
- デビー・ファーガソン＝マッケンジー
  - （女子100m）11秒32 予選敗退
  - （女子200m）23秒49 予選敗退
- Sheniqua Ferguson（女子100m）11秒32 準決勝敗退
- Ivanique Kemp（女子100m障害）13秒56 準決勝敗退
- ショーナ・ミラー（女子400m）途中棄権 予選敗退
- アンソニーク・ストラチャン（女子200m）22秒82 準決勝敗退
- 女子400mリレー
  - Sheniqua Ferguson
  - チャンドラ・スタラップ
  - クリスティン・アマティル
  - アンソニーク・ストラチャン
  - デビー・ファーガソン＝マッケンジー
  - V'Alonee Robinson
- ビアンカ・スチュアート（女子走り幅跳び）6.32m 予選敗退

### 競泳
- アリアナ・ヴァンダープール＝ウォレス
  - （女子50m自由形）24秒69 決勝
  - （女子100m自由形）54秒12 準決勝敗退